# Museo Walter Roth de Antropología
El Museo Walter Roth de Antropología (en inglés: Walter Roth Museum of Anthropology) es un museo de antropología en Georgetown, Guyana que afirma ser el museo más antiguo de este tipo en la parte de la región que es de habla inglesa. Fue establecido en 1974, pero no se abrió al público hasta 1982. Se encuentra en la calle principal 61, North Cummingsburg, de la ciudad de Georgetown.
El museo es una institución sin fines de lucro creada por el Gobierno de Guyana para recopilar, presentar y conservar los artefactos relacionados con las antiguas culturas de Guyana, para llevar a cabo la investigación antropológica y difundir el conocimiento de los pueblos indígenas de Guyana.